# Ladislav Krejčí (futbolista nacido en 1992)
Ladislav Krejčí (Praga, 5 de julio de 1992) es un futbolista checo que juega en la demarcación de centrocampista para el F. K. Teplice de la Liga de Fútbol de la República Checa.

## Clubes
Inició su carrera en las inferiores del A. C. Sparta Praga de su país. En el segundo equipo debutó con 17 años, el 3 de abril de 2010 jugando 90 minutos contra el FK Banik Most, donde su equipo empató sin goles. Tuvo continuidad de juego y fue llamado al primer equipo, donde debutaría el 27 de febrero de 2010 contra el 1. F. K. Příbram, donde su equipo empató a un tanto por lado.
El 7 de julio de 2016 el Bologna F. C., equipo de la Serie A de Italia, hizo oficial su contratación, pagando por él 3 800 000 euros.
Tras cuatro años en Bolonia, el 4 de agosto de 2020 regresó al A. C. Sparta Praga. Esta segunda etapa en el club duró tres temporadas y en junio de 2023 se marchó al F. C. Hradec Králové. Allí estuvo hasta inicios de 2025, momento en el que se fue al F. K. Teplice.

## Selección nacional
Debutó con la selección de fútbol de la República Checa el 14 de noviembre de 2012 contra Eslovaquia en un partido amistoso que finalizó con un resultado de 3-0 a favor del combinado checo. Además jugó un partido de clasificación para la Copa Mundial de Fútbol de 2014 contra Dinamarca. Ya en 2014, el seleccionador Pavel Vrba le convocó para disputar la clasificación para la Eurocopa 2016, donde además marcó un gol.

### Goles internacionales
| # | Fecha                   | Estadio                                            | Oponente   | Gol | Resultado | Competición                         |
| - | ----------------------- | -------------------------------------------------- | ---------- | --- | --------- | ----------------------------------- |
| 1 | 6 de febrero de 2013    | Estadio Manisa 19 Mayis, Manisa, Turquía           | Turquía    | 0-1 | 0-2       | Amistoso                            |
| 2 | 13 de octubre de 2014   | Astana Arena, Astaná, Kazajistán                   | Kazajistán | 1-3 | 2-4       | Clasificación para la Eurocopa 2016 |
| 3 | 13 de noviembre de 2015 | Městský stadion, Ostrava, República Checa          | Serbia     | 3-1 | 4-1       | Amistoso                            |
| 4 | 17 de noviembre de 2015 | Estadio Municipal de Breslavia, Breslavia, Polonia | Polonia    | 2-1 | 3-1       | Amistoso                            |
| 5 | 31 de agosto de 2016    | Městský stadion, Mladá Boleslav, República Checa   | Armenia    | 1-0 | 3-0       | Amistoso                            |

## Clubes
| Club                 | País            | Año       | Partidos | Goles |
| -------------------- | --------------- | --------- | -------- | ----- |
| A. C. Sparta Praga   | República Checa | 2008-2016 | 194      | 41    |
| Bologna F. C.        | Italia          | 2016-2020 | 84       | 3     |
| A. C. Sparta Praga   | República Checa | 2020-2023 | 49       | 5     |
| F. C. Hradec Králové | República Checa | 2023-2025 | 38       | 2     |
| F. K. Teplice        | República Checa | 2025-     | 11       | 1     |

## Palmarés

### Campeonatos nacionales
| Título                               | Club               | País            | Año  |
| ------------------------------------ | ------------------ | --------------- | ---- |
| Liga de Fútbol de la República Checa | A. C. Sparta Praga | República Checa | 2010 |
| Supercopa de la República Checa      | A. C. Sparta Praga | República Checa | 2010 |
| Liga de Fútbol de la República Checa | A. C. Sparta Praga | República Checa | 2014 |
| Copa de la República Checa           | A. C. Sparta Praga | República Checa | 2014 |
| Supercopa de la República Checa      | A. C. Sparta Praga | República Checa | 2014 |
| Liga de Fútbol de la República Checa | A. C. Sparta Praga | República Checa | 2023 |

### Distinciones individuales
| Distinción            | Año  |
| --------------------- | ---- |
| Talento checo del año | 2011 |